# (3380) Awaji
(3380) Awaji es un asteroide que forma parte del cinturón de asteroides y fue descubierto por György Kulin el 15 de marzo de 1940 desde el observatorio Konkoly de Budapest, Hungría.

## Designación y nombre
Awaji se designó al principio como 1940 EF.
Más tarde fue nombrado por la isla japonesa de Awaji.

## Características orbitales
Awaji orbita a una distancia media del Sol de 2,842 ua, pudiendo acercarse hasta 2,771 ua y alejarse hasta 2,913 ua. Su excentricidad es 0,0249 y la inclinación orbital 3,237°. Emplea en completar una órbita alrededor del Sol 1750 días.